# 海美灣

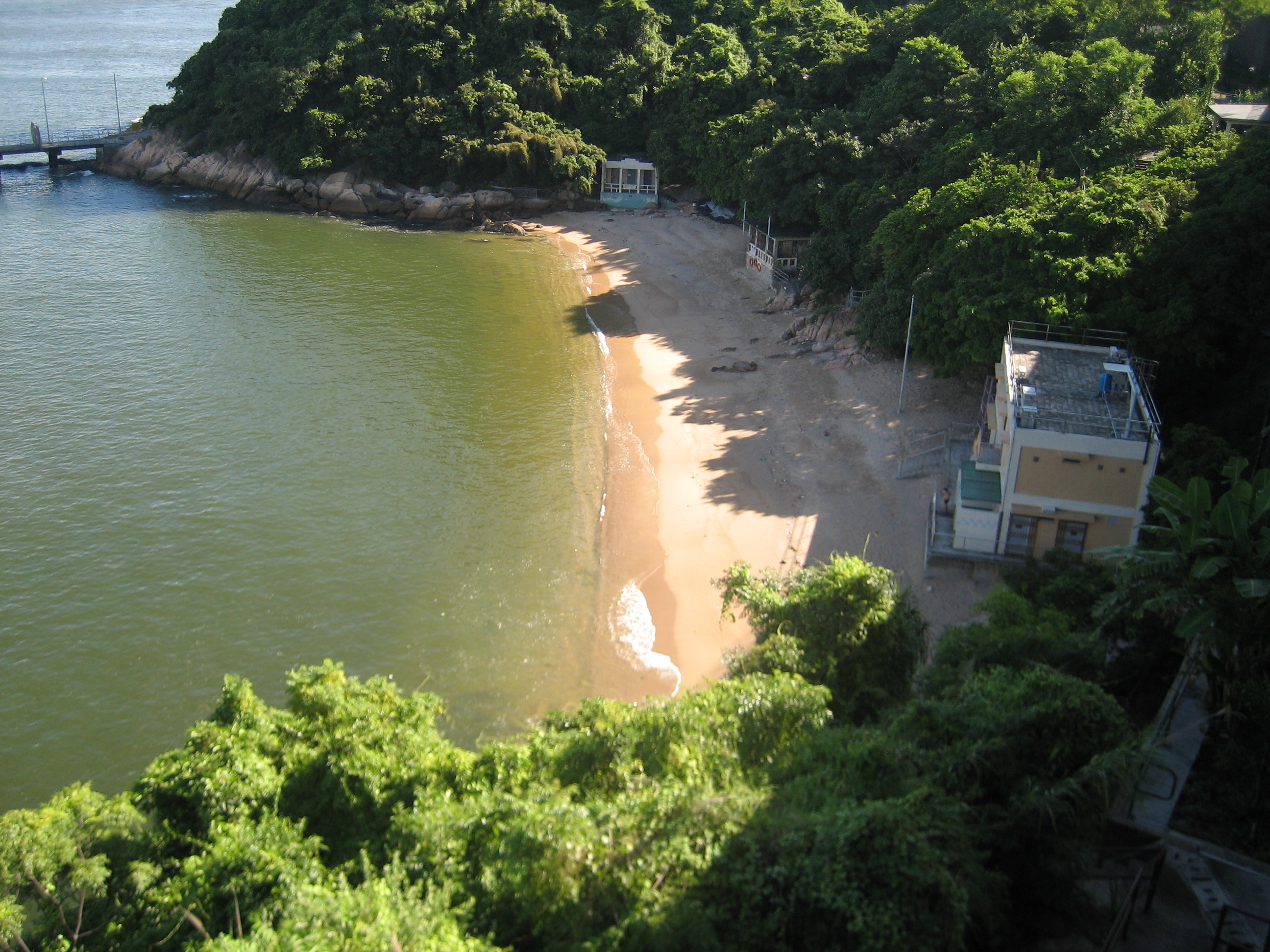
海美灣

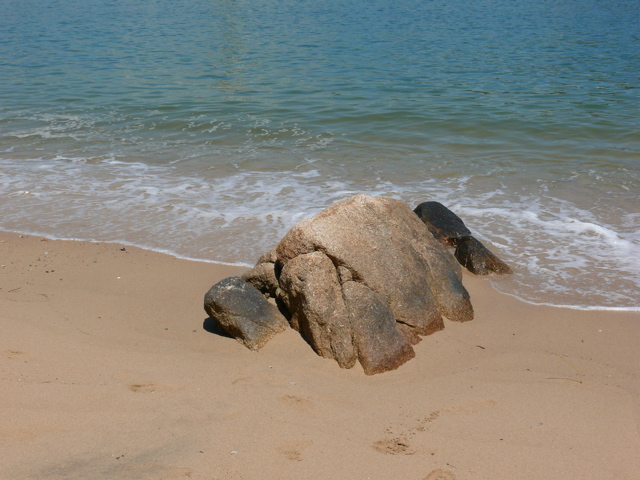
海美灣

海美灣（英語：Hoi Mei Beach）是香港一個公眾泳灘，位於新界荃灣區汀九和深井交界，雙仙灣側，在機場核心計劃展覽中心之下，該處又被稱為青山公路11¾咪。沙面上數有大石，為自然沙灘。該泳灘現時由康樂及文化事務署管理。

## 簡介
海美灣是在1979年開始成為政府刊憲的泳灘，現時，洗手間隨著泳灘重開。海灘上有大小不一的石塊，可以供田徑運動愛好者練習跨欄跑。

## 歷史
1970年代中後期，荃灣汀九曾是新界游泳聖地，海美灣也是一個小型的沙灘。可是它在1995年5月起，因為大船油污問題嚴重，加上汀九橋和青馬大橋的興建，所以政府宣布在當年把這泳灘封閉，並停止救生服務。2011年，因水質改善，水質指標達到適合游泳的水平，康文署於2011年6月15日重開海美灣。同日重開的，還有同區的麗都灣、更生灣和近水灣。

## 外部連結
- 康文署 - 荃灣區的泳灘[永久]